# Cheongju FC
Cheongju FC (kor. 청주 FC), klub piłkarski z Korei Południowej, z miasta Ch'ŏngju, występujący w K3 League (3. liga).
Klub był znany (do 2009) jako Chungju Solveige.